# Vera Inber

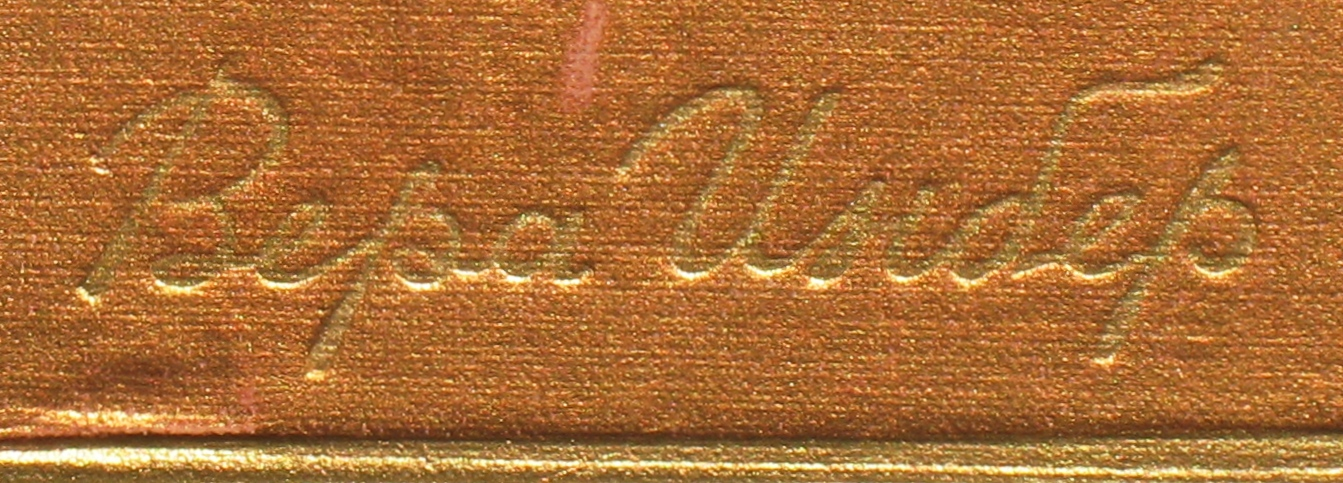
La firma di Vera Inber

Vera Michajlovna Inber, in russo  Вера Михайловна Инбер?, nata Špencer (Odessa, 10 luglio 1890 – Mosca, 21 novembre 1972), è stata una poetessa, giornalista e scrittrice sovietica.

## Biografia
Vera Špencer nacque a Odessa da Moisej e da Fanni Špencer. Il padre era un noto editore, la madre dirigeva la locale scuola ebraica femminile. Cugini di Lev Trockij, lo ospitarono dal 1889 al 1896, quando il futuro rivoluzionario studiò nel ginnasio della città.
Dopo gli studi nella facoltà di storia dell'Università femminile di Odessa, sposò Nathan Inber e con lui visse a Parigi dal 1910 al 1914, pubblicando la sua prima raccolta di poesie, a imitazione dell'Achmatova. Tornata in Russia, nel 1920 divorziò dal primo marito per sposare il chimico Aleksandr Frumkin e si trasferì a Mosca, dove fece parte dell'LCK (Literaturnyj Centr Konstruktivistov, Литературный центр конструктивистов), il gruppo poetico costruttivista, firmandone il relativo manifesto insieme con Sel'vinskij, Zelinskij, Agapov, Gabrilovič, Tumannij e Aksënov. Lavorò anche come giornalista e, come tale, dal 1924 al 1926 visse a Parigi, a Bruxelles e a Berlino.
Nel 1927 partecipò alla redazione del romanzo collettivo Bol'šie požary (Grandi incendi), pubblicato sulla rivista Ogonëk, così come nel 1934 fu coautrice del libro sul Canale Stalin, un canale allora costruito tra il mar Baltico e il mar Bianco. All'inizio della Seconda guerra mondiale si trovava a Leningrado e visse con il terzo marito, il medico Il'ja Srašun, il lungo e tragico assedio durante il quale scrisse il poema Pulkovskij meridian (Il meridiano di Pulkovo), pubblicato nel 1943, anno nel quale Vera Inber s'iscrisse al PCUS. Il poema, di 816 versi, descrive la vita quotidiana della città assediata. Anche Počti tri goda. Leningradskij dnevnik (Quasi tre anni. Diario di Leningrado), pubblicato nel 1945, è una cronaca, in prosa, dell'assedio della città.
Per quelle due opere ottenne il premio Stalin nel 1946. Vera Inber aveva già ottenuto nel 1939 l'Ordine del distintivo d'onore e fu ancora premiata due volte con l'Ordine della Bandiera rossa del lavoro. Morì nel 1972 e fu sepolta nel cimitero Vvedenskoe, presso Mosca.

## Opere
- Lečal'noe vino (poesie, 1914)
- Gor'kaja uslada (poesie, 1917)
- Brennye slova (poesie, 1922)
- Cel' i put' (poesie, 1925)
- Uravnenie s odnim neizvestnym (racconti, 1926)
- Mal'čik s vesnuškami (poesie, 1926)
- Lovec komet (racconti, 1927)
- Synu, kotorogo net (poesie, 1927)
- Mesto pod solcem (romanzo, 1928)
- Amerika v Pariže (appunti di viaggio, 1928)
- Vpolgolosa (poesie, 1932)
- Sojuz materej (commedia in versi, 1938)
- Putevoj dnevnik (poesie, 1939)

- Ovidij (poesie, 1939)
- Vesna v Samarkande (poesie, 1940)
- Duma Leningrada (poesie, 1942)
- Pulkovskij meridian (poema, 1942)
- Počti tri goda (diario, 1946)
- Tri nedeli v Irane (appunti di viaggio, 1946)
- Put' vody (poesie, 1951)
- Kak ja byla malen'kaja (autobiografia, 1954)
- Aprel' (poesie, 1960)
- Kniga i serdce (poesie, 1961)
- Stranicy dnej perebiraja (memorie, 1967)
- Anketa vremeni (poesie, 1971)